# 爪哇鼷鹿
爪哇鼷鹿（学名：Tragulus javanicus）是一种小型反刍动物，属鼷鹿科鼷鹿属，是印尼爪哇岛上的特有物种，也是当地唯一一种鼷鹿。

## 分类
在早期的分类中，爪哇鼷鹿在1940年曾被Chasen归类为大鼷鹿（Tragulus napu）并成为其模式标本。然而，爪哇鼷鹿实际上是一种小型鼷鹿，Van Bemmel在1949年因此将之归类为小鼷鹿（Tragulus kanchil）并成为其模式标本。直到2004年，Meijaard与Groves的研究认为隔绝在爪哇岛上的鼷鹿明显与其它地方的小鼷鹿不同，应归类为独立物种。